# Hatari!
Hatari!  (titlul original: în engleză Hatari!, în limba swahili însemnând „Atenție, pericol!”) este un film de comedie romantică american, realizat în 1962 de regizorul Howard Hawks, după o povestire de Harry Kurnitz, protagoniști fiind actorii John Wayne, Hardy Krüger și Elsa Martinelli. 
Filmările exterioare au fost făcute în Tanganyika din acea vreme (azi Tanzania), în decorul savanelor Africii Răsăritene, se prindeau animale sălbatice pentru grădini zoologice.

## Distribuție
- John Wayne – Sean Mercer
- Hardy Krüger – Kurt Müller
- Elsa Martinelli – Anna Maria „Dallas” D’Alessandro
- Red Buttons – „Pockets”
- Gérard Blain – Charles „Chips” Maurey
- Bruce Cabot – Little Wolf („Indianul”)
- Michèle Girardon – Brandy de la Court
- Valentin de Vargas – Luis Francisco Garcia López
- Eduard Franz – doctorul Sanderson
- Eric Rungren – Stan
- Umbopa M’beti – Arga

## Premii și nominalizări
- 1963 Premiile Oscar:
  - Nominalizare la categoria Cea mai bună imagine lui Russell Harlan